# Cesare Garboli
Cesare Garboli (Viareggio, 17 dicembre 1928 – Roma, 11 aprile 2004) è stato un critico letterario, critico teatrale, traduttore e scrittore italiano.

## Biografia
Nativo di Viareggio, all'età di 16 anni si trasferì a Roma dove conseguì la maturità classica presso il Liceo classico statale "Dante Alighieri". Allievo di Natalino Sapegno alla Sapienza - Università di Roma, si laurea con una tesi sulla Commedia dantesca; all'età di ventiquattro anni (1952) pubblica su "Società" un saggio sulla critica dantesca contemporanea, cui seguirà nel 1954 un volume su Dante ritenuto dagli specialisti un lavoro notevole.
Negli anni successivi all'ultimo conflitto mondiale e dopo aver conseguito la laurea, nel 1954 Garboli inizia a lavorare come redattore dell'Enciclopedia dello Spettacolo, fondata da Silvio D'Amico, ma intanto il suo interesse per il teatro si alterna ai lavori editoria. Inoltre nel 1959, esce l'edizione dei Canti di Leopardi poi ripubblicata da Einaudi nel 1962. Nello stesso anno diventa membro del comitato di redazione della rivista Paragone Letteratura fondata appena tre anni prima da Roberto Longhi e Anna Banti, assumendone la direzione nel 1986.
Nel 1963 inizia la sua attività editoriale, destinata a durare circa un ventennio, alternandosi fra Feltrinelli, Vallecchi e Mondadori. Quattro anni più tardi, in quella stessa casa editrice scoppierà la bufera che porterà alla scissione fra Arnoldo e Alberto Mondadori, il quale fonderà insieme a Garboli Il Saggiatore. Al ritorno da un viaggio a New York per la nuova casa editrice (1968), pubblica su Paragone la traduzione e l'introduzione al terzo atto del Tartuffe e vince il Premio Viareggio "Opera prima" per la propria raccolta di saggi e articoli in volume La stanza separata.
La sua carriera di docente universitario inizia nel 1971 quando diventa titolare di una cattedra all'Università degli Studi di Macerata e docente al Politecnico federale di Zurigo, e contemporaneamente, collabora con Mario Soldati per programmi televisivi. L'anno dopo, a causa di queste sovrapposizioni di interessi diversi e distanti, viene indotto a dimettersi dalle cattedre universitarie e ritornare a lavorare nuovamente per la Mondadori, riprendendo, fra le altre, la sua preziosa attività di traduttore. Le sue traduzioni, per la stampa e per la scena, di Shakespeare, Marivaux, André Gide e Harold Pinter sono tra le più conosciute, ma attraverso la traduzione di Molière, un autore che riprenderà più volte nel tempo, e con il quale sente anche comunanza e affinità concettuale, giunge nel 1976 a pubblicare presso Einaudi Molière. Saggi e traduzioni.
Continua a lavorare per le maggiori testate giornalistiche nazionali e dopo il trasferimento da Roma a Vado, frazione del comune di Camaiore, entra nella fase di più intensa attività lavorativa, affiancando gli studi per il Dom Juan a quelli per Pascoli.
La conoscenza nel tempo d'una persona fondamentale per il proprio vissuto come il poeta Sandro Penna porta Garboli a pubblicare nel 1984 la raccolta di saggi Penna Papers. Di lì a poco accetterà l'invito di Natalino Sapegno a prender parte alla giuria del Premio Viareggio restandone responsabile fino al 1992.
Ritorna su Molière nel 1989, quando escono gli Scritti servili, volume che raccoglie sette saggi di introduzione ad altrettanti autori, emblematicamente tutti italiani risalenti al ventesimo secolo (Delfini, Penna, Morante, Ginzburg, Longhi, Soldati), eccezion fatta per Molière, cui Garboli sembra sempre prestare un interesse particolare. Nella sempre più frenetica e compulsiva voglia di scrivere, Garboli nel 1990 pubblica due saggi.
Il primo, una singolare opera dal titolo Falbalas. Immagini del ‘900, contiene scritti disparati su vari temi, sul tempo che passa tenuto fermo su certe immagini: il volto di un amico, la leggenda di Longhi, il tormento intellettuale di Italo Calvino, quello viscerale della Morante, i fantasmi di Macchia, il genio di Petrolini, le idee coatte di Testori, l'oscurità e la chiarezza di Fortini, la vita di Parise, la poesia di Montale, Bertolucci, Sereni e Raboni. Garboli ha scritto: «nel suo viaggio per l'effimero il tempo incontra, di tanto in tanto, degli ostacoli, fa delle piccole grinze, e ciascuna di queste grinze è uno degli articoli (per me che li ho scritti) di Falbalas».
Il secondo, l'antologia Trenta poesie familiari di Giovanni Pascoli, che poi amplierà e sarà la sua ultima fatica nel 2002 con la pubblicazione in cofanetto di due tomi di poesie e prose scelte di Giovanni Pascoli, nella collana I Meridiani della Mondadori, dove presenta un poeta generalmente riconosciuto come triste e noioso, attraverso un percorso minuzioso e intenso, un Pascoli diverso da quello studiato nei programmi liceali, che, come suggerisce lo stesso Garboli nell'introduzione, si può tenere «fra le mani in viaggio, o durante le vacanze, o la sera dopocena, come un qualunque libro di lettura, o anche come un giallo, un genere con il quale la poesia del Pascoli, dove s'incontra spesso un misterioso assassino senza nome e senza volto, ha qualche attinenza».
Nel 1991 cura l'edizione delle Opere di Mario Soldati per Rizzoli e acquista un appartamento a Parigi, nel Quartiere latino (in rue Mazarine), in prossimità di alcuni luoghi molieriani: l'Illustre Théâtre, sede del primo teatro di Molière, e l'Hotel de l'Ancienne comédie. Un anno dopo riporta alla luce e pubblica il primo volume della "collana verde": il diario inedito di Matilde Manzoni, indicando nella figlia dello scrittore, destinata a una morte precoce, una delle prime e inaspettate lettrici dei Canti leopardiani. Infatti, con l'attenzione solita per testi poco noti, cura per la casa editrice Adelphi una serie di libri dedicata a testi inediti, introvabili o dimenticati, fra cui rientra anche il volume di Lettere e scartafacci 1912-1957 tra Berenson e Longhi. Nel 1995 esce Il gioco segreto. Nove immagini di Elsa Morante, una monografia sui primi scritti della scrittrice e il saggio introduttivo per la monumentale edizione de Le memorie d'oltretomba di Chateaubriand.
Appena dopo un anno pubblica lo studio comparato su due autori Penna, Montale e il desiderio e si arriva così a Un po' prima del piombo edito nel 1998, volume che contiene 134 pezzi apparsi su Il Mondo e sul Corriere della Sera fra il 1972 e il 1978. Si tratta soprattutto di recensioni teatrali, ma in un clima che risente in modo palese, già dal titolo, del pesante decennio delle Brigate Rosse. Nello stesso anno a Parigi, viene insignito del titolo di Chevalier de l'ordre des arts e des lettres.
Nel 2001 pubblica da Einaudi alcuni saggi dal titolo Ricordi tristi e civili: conversazioni, articoli, colloqui e recensioni a commento degli avvenimenti culturali e politici più noti degli ultimi decenni del XX secolo, già pubblicati tra il 1972 e il 1998. Recensiti da Eugenio Scalfari per il quotidiano la Repubblica, essi vanno dall'assassinio di Moro al caso Tortora, dal suicidio di Raul Gardini alla Loggia P2, dall'Operazione Gladio all'accordo politico conosciuto con la sigla CAF (tra Craxi, Andreotti e Forlani), preludio a quella forma perversa di disgregazione della coscienza morale e del tessuto sociale italiano ricordata con il neologismo di "Tangentopoli".
Alcuni dei contenuti già apparsi in Scritti servili, vengono riproposti nel 2002 nella raccolta di saggi Pianura proibita che gli vale il "Premio Elsa Morante" per la saggistica e in cui gli autori trattati sono Mario Soldati, Italo Calvino, Goffredo Parise, Raffaele La Capria, Roberto Longhi, Anna Banti, Giorgio Bassani.
Negli ultimi mesi del 2003, nonostante una profonda debilitazione fisica, continua nel suo lavoro di critico; in seguito, per l'aggravarsi della malattia, viene ricoverato alla clinica "Quisisana". Muore a Roma l'11 aprile 2004, lasciando due opere postume: Storie di seduzione e Il «Dom Juan» di Molière.
Giosetta Fioroni, pittrice e moglie dello scrittore Goffredo Parise, lo ha ricordato così:

## La tematica
Cesare Garboli risulta essere una figura anomala nel panorama della critica italiana dell'ultima parte del secolo scorso, per la molteplicità degli interessi e per l'originalità della scrittura musicale, ricchissima di tonalità, capace d'orchestrare gli ingredienti più diversi: sensibilità, finezza psicologica e una vena narrativa che si esprime in una particolare capacità d'usare il senso dell'umorismo e di raccontare per immagini non sempre felici.
Garboli è stato un originale interprete della nostra letteratura, uno dei massimi protagonisti della critica letteraria e della cultura italiana della seconda metà del Novecento. La sua opera è sempre stata rivolta in molte direzioni e pluralità d'interessi, dai saggi critici a una frenetica attività giornalistica e teatrale, testimoniata da eccezionali traduzioni.
(C. Garboli)
Ha una forma creativa, originale che incrocia le vie della ricerca storica con quelle del saggismo scientifico o addirittura presiede alla trasformazione del vissuto o dello storico in funzione dell'immaginario. In particolare, si è occupato di Dante, Leopardi, Pascoli, Delfini, Longhi, Penna, Montale, Natalia Ginzburg, Elsa Morante (per la quale ha curato nel 1995 un'introduzione alla ristampa per i vent'anni dalla pubblicazione del romanzo La Storia) e Mario Soldati.
Appassionato traduttore per il teatro, in particolare con le sue originali ipotesi circa Tartufo, Don Giovanni e Il Malato immaginario, ha determinato la rinascita in Italia dell'interesse per il teatro di Molière.

## Opere

### Saggi
- La stanza separata, Milano, Mondadori, 1969; Milano, Libri Scheiwiller, 2008
- Molière. Saggi e traduzioni. La principessa d'Elide. Tartufo o l'impostore. Don Giovanni o il festino di pietra. Il borghese gentiluomo. Il malato immaginario, Collana Gli struzzi n.99, Torino, Einaudi, 1976
- Penna papers, Milano, Garzanti, 1984, 1996
- Scritti servili, Torino, Einaudi, 1989
- Trenta poesie famigliari di Giovanni Pascoli, Torino, Einaudi, 1990, 2000
- Falbalas. Immagini del Novecento, Milano, Garzanti, 1991
- Il gioco segreto. Nove immagini di Elsa Morante, Milano, Adelphi, 1995
- Penna, Montale e il desiderio, Milano, Mondadori, 1996
- (con Giorgio Manganelli)  Cento libri per due secoli di letteratura, Milano, Archinto, 1997
- Un po' prima del piombo, Firenze, Sansoni, 1998
- Ricordi tristi e civili, Torino, Einaudi, 2001
- Pianura proibita, Milano, Adelphi, 2002
- Storie di seduzione, Torino, Einaudi, 2005, postumo
- Occidente tra dubbi e paure, Bagno a Ripoli, Passigli, 2005, postumo
- Il Dom Juan di Molière, Milano, Adelphi, 2005, postumo
- Tartufo, Milano, Adelphi, 2014, postumo
- La gioia della partita. Scritti 1950-1977, a cura di Laura Desideri e Domenico Scarpa, Milano, Adelphi, 2016, postumo

### Traduzioni
- Molière, Saggi e traduzioni di Cesare Garboli. La principessa d'Elide. Tartufo o l'impostore. Don Giovanni o il festino di pietra. Il borghese gentiluomo. Il malato immaginario, Collana gli Struzzi n.99, Torino, Einaudi, 1976.
  - Tartufo, Collezione di poesia n.113, Torino, Einaudi, 1974.
  - Il malato immaginario, Collezione di teatro n.227, Torino, Einaudi, 1979.
- Pierre de Marivaux, Le false confidenze, prefazione di C. Garboli, Collezione di teatro n.284, Torino, Einaudi, 1986, ISBN 978-88-065-9451-0.
- William Shakespeare, Misura per misura, Collezione Scrittori tradotti da scrittori n.44, Torino, Einaudi, 1992, ISBN 978-88-06-25793-4; fuori collana, Torino, Einaudi, 2022, ISBN 978-88-062-5793-4.
- Anonimo del XVII secolo, La famosa attrice, Collana Piccola Biblioteca n.385, Milano, Adelphi, 1997, ISBN 978-88-459-1238-2.
- François-René de Chateaubriand, Di Buonaparte e dei Borboni, tradotto con Graziella Giordano, Collana Piccola Biblioteca n.440, Milano, Adelphi, 2000, ISBN 978-88-459-1512-3.
- Molière, L'avaro, Collezione di teatro n.395, Torino, Einaudi, 2004, ISBN 978-88-061-6938-1.
- William Shakespeare, Amleto, a cura di Carlo Cecchi e Laura Desideri, Collana Letture, Torino, Einaudi, 2009, ISBN 978-88-061-9393-5.

### Curatele
Prefazioni, presentazioni e introduzioni
- Annie Vivanti, Naja tripudians, Mondadori, 1970
- L'opera completa di Guido Reni, Rizzoli, 1971
- Harold Pinter, Terra di nessuno, Einaudi, 1976
- Ramon Fernandez, Moliere, o L'essenza del comico, Rusconi, 1980
- Antonio Delfini, Diari 1927-1961, Einaudi, 1982
- Natalia Ginzburg, Opere. Raccolte e ordinate dall'autore, Mondadori, 1986-87
- Elsa Morante, Pro o contro la bomba atomica, Adelphi, 1987 e 1990
- Sandro Penna, Poesie, Garzanti, 1989
- Rosetta Loy, All'insaputa della notte, Garzanti, 1990
- Roberto Longhi, Breve ma veridica storia della pittura italiana, Sansoni, 1992
- Agostino Richelmy, Poesie, Garzanti, 1992
- Roberto Longhi, Il palazzo non finito. Saggi inediti 1910-1926, Electa, 1995
- François-René de Chateaubriand, Memorie d'oltretomba (a cura di Ivanna Rosi), Einaudi, 1995

Curatele
- Dante Alighieri, La Divina Commedia, le Rime, i versi della Vita Nuova e le canzoni del Convivio, i millenni, Einaudi, 1954
- Giacomo Leopardi, Canti (con Niccolò Gallo), Einaudi, 1962
- Giacomo Debenedetti, Opere (con Renata Orengo Debenedetti), Il Saggiatore, 1970
- Ennio Flaiano, Autobiografia del blu di Prussia, Rizzoli, 1974
- I disegni di Testori 1973-1974, Edizioni del Naviglio, 1975
- Scritti letterari di Niccolò Gallo (con Ottavio Cecchi e Gian Carlo Roscioni) , Il Polifilo, 1975
- Giovanni Pascoli, Poesie famigliari, Mondadori, 1985
- Elsa Morante, Opere (con Carlo Cecchi), Mondadori, 1988
- Mario Soldati, Racconti autobiografici e Romanzi brevi, Rizzoli, 1991
- Matilde Manzoni, Journal, Adelphi, 1992
- Bernard Berenson e Roberto Longhi, Lettere e scartafacci, 1912-1957, Adelphi, 1993
- Goffredo Parise, L'odore del sangue (con Giacomo Magrini), Rizzoli, 1994
- Antonio Delfini, Manifesto per un partito conservatore e comunista e altri scritti, Garzanti, 1997,
- Natalia Ginzburg, È difficile parlare di sé (con Lisa Ginzburg), Einaudi, 1999
- Giovanni Pascoli, Poesie e prose scelte, Mondadori, 2002

## Premi
- 1997 – Premio Monselice per la traduzione, con La famosa attrice di anonimo del XVII secolo.[2]